# NHK阿久根ラジオ中継所
NHK阿久根ラジオ中継所（エヌエイチケイあくねラジオちゅうけいじょ）は、鹿児島県阿久根市にあるNHK鹿児島放送局AMラジオ放送の中継所である。

## 概要
| 周波数（kHz） | 放送局名               | 空中線電力 | 放送対象地域 | 放送区域内世帯数 |
| 1026          | NHK鹿児島ラジオ第1放送 | 100W       | 鹿児島県     | -                |
| 1467          | NHK鹿児島ラジオ第2放送 | 100W       | 全国         | -                |

- 中継所名：NHK阿久根ラジオ中継所
- 所在地：鹿児島県阿久根市赤瀬川
- 主な受信地域：鹿児島県阿久根市・出水市・薩摩川内市の各一部地域